# Orbitestella dariae
Orbitestella dariae is een slakkensoort uit de familie van de Orbitestellidae. De wetenschappelijke naam van de soort is voor het eerst geldig gepubliceerd in 1979 door Liuzzi & Zucchi Stolfa.